# Villa Frowein (Elberfeld)

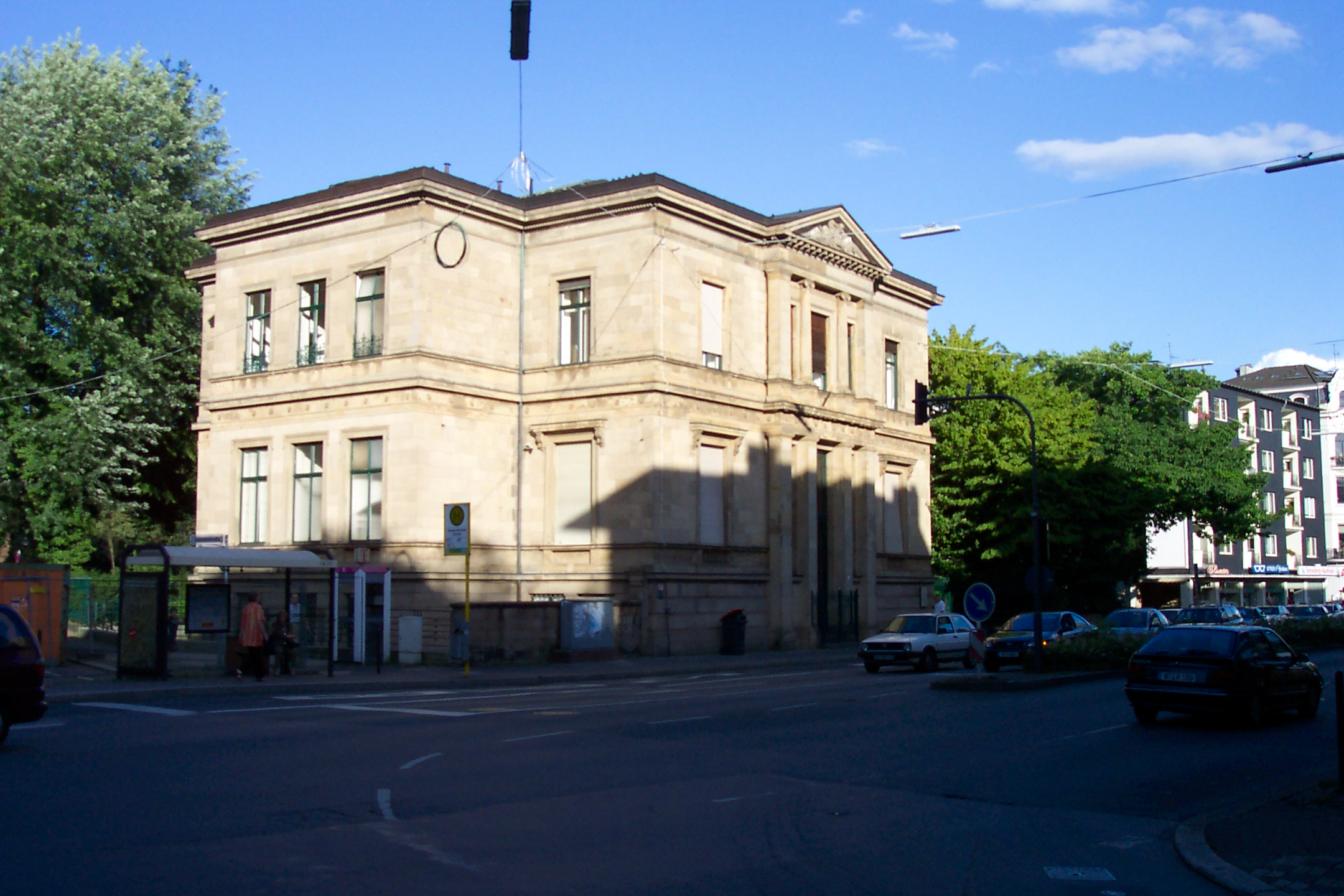
Die Villa Frowein am Deweerth’schen Garten

Die Villa Frowein ist eine spätklassizistische Villa in Wuppertal-Elberfeld, Briller Straße 2, am Rande des Luisenviertels.
Der für den Entwurf des Gebäudes verantwortliche Architekt ist nicht namentlich bekannt, es soll sich um einen Berliner Architekten mit französischer Herkunft gehandelt haben.

## Beschreibung

### Lage

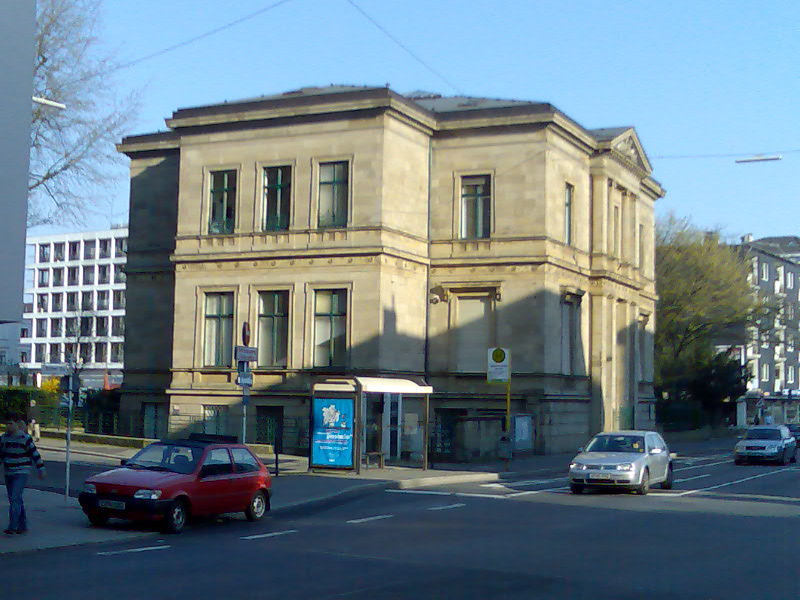
Die Villa Frowein

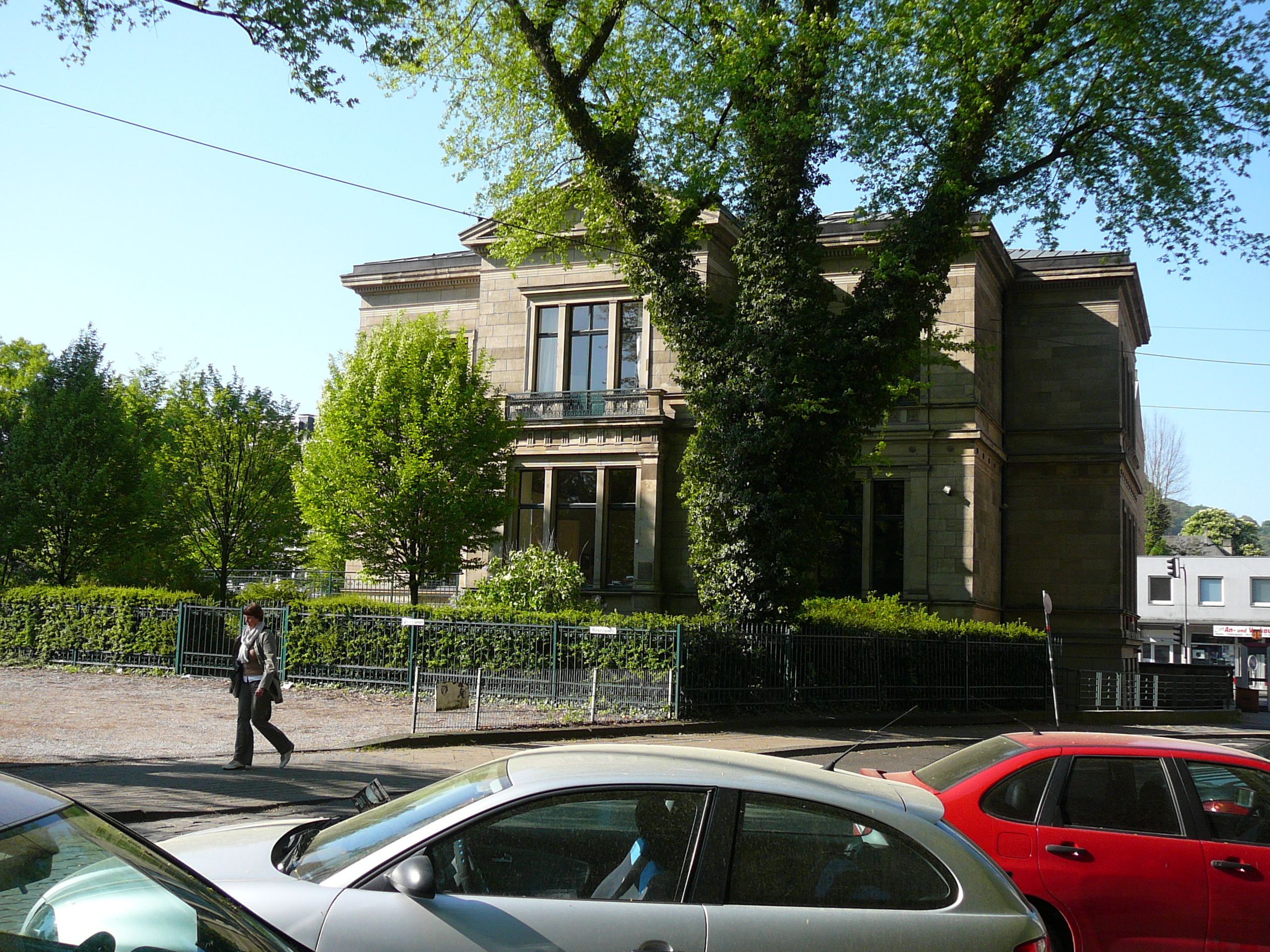
Blick auf die Rückseite der Villa vom Deweerth’schen Garten

Die zweigeschossige Villa wurde 1870–1871 als frei stehendes Gebäude mit annähernd quadratischem Grundriss im spätklassizistischen Stil an der Westseite des 1802 von Peter de Weerth angelegten Lustgarten am Brill errichtet. Dieser ehemals private Garten ist heute als Deweerth’scher Garten bekannt und liegt zwischen Briller Straße, Friedrich-Ebert-Straße und der seit 1934 an der Nordseite der Villa verlängerten Luisenstraße im Wohnquartier Elberfeld-Mitte des Stadtbezirks Elberfeld. Im weiteren Verlauf der nach Norden führenden Briller Straße schließt sich westlich das Villenviertel Brill am Hang des Nützenbergs an.

### Äußere Gestaltung
Ausgeführt wurde das Gebäude mit Sandsteinquadern im Sockelgeschoss und gegliederten Sandsteinfassaden mit durchlaufenden Brüstungsgesimsen in den Geschossen darüber. Im Erdgeschoss sind die Fenstergewände mit Sturzgesimsen und Balusterbrüstungen versehen, im Obergeschoss sind sie einfacher zugeschnitten. Profilierte Fensterrahmungen sind nach oben verjüngt ausgeführt.
Alle vier Fassaden wurden mit Mittel- und Seitenrisaliten ausgeführt, drei davon sind mit einem Flachgiebeln abgeschlossen. Diese drei Giebel sind mit figürlichem Schmuck im Tympanon ergänzt worden; die ursprünglichen Mittel- und Eckakroterien sind jedoch nicht erhalten.
Überdeckt ist die Villa mit einem flachen Walmdach, das ursprünglich im höheren Bereich mit einem schmiedeeisernen Geländer umfriedet war. Das Geländer diente der Sicherheit beim Reinigen der äußeren Oberlichter, die der zentralen Belichtung des Treppenhauses, des Vestibüls und der Dachgeschossräume dienten.
An der östlichen Ecke des Gebäudes ist eine Terrasse vorgebaut, die ursprünglich mit einer verglasten Eisenkonstruktion teilüberdacht war.
Der Haupteingang des Gebäudes liegt auf der südwestlichen Seite an der Briller Straße und wurde bei der Verbreiterung der Straße verändert. Damals wurde die Auffahrtsrampe für Kutschen mit Kopfsteinpflaster (die einzige ihrer Art in Elberfeld) entfernt. Dadurch wurde nach Auffassung der Unteren Denkmalbehörde „… die ehedem imposantere Straßenfassade in ihren Maßverhältnissen negativ verändert“. Der Eingang liegt in der Achse des durch Pfeilervorlagen seitlich begrenzten Mittelrisalits. Vor der Straßenverbreiterung flankierten ihn Säulen in dorischer Ordnung, wie sie noch heute im Obergeschoss vorhanden sind, die dann durch toskanische Pilaster ersetzt wurden.

### Innenausstattung

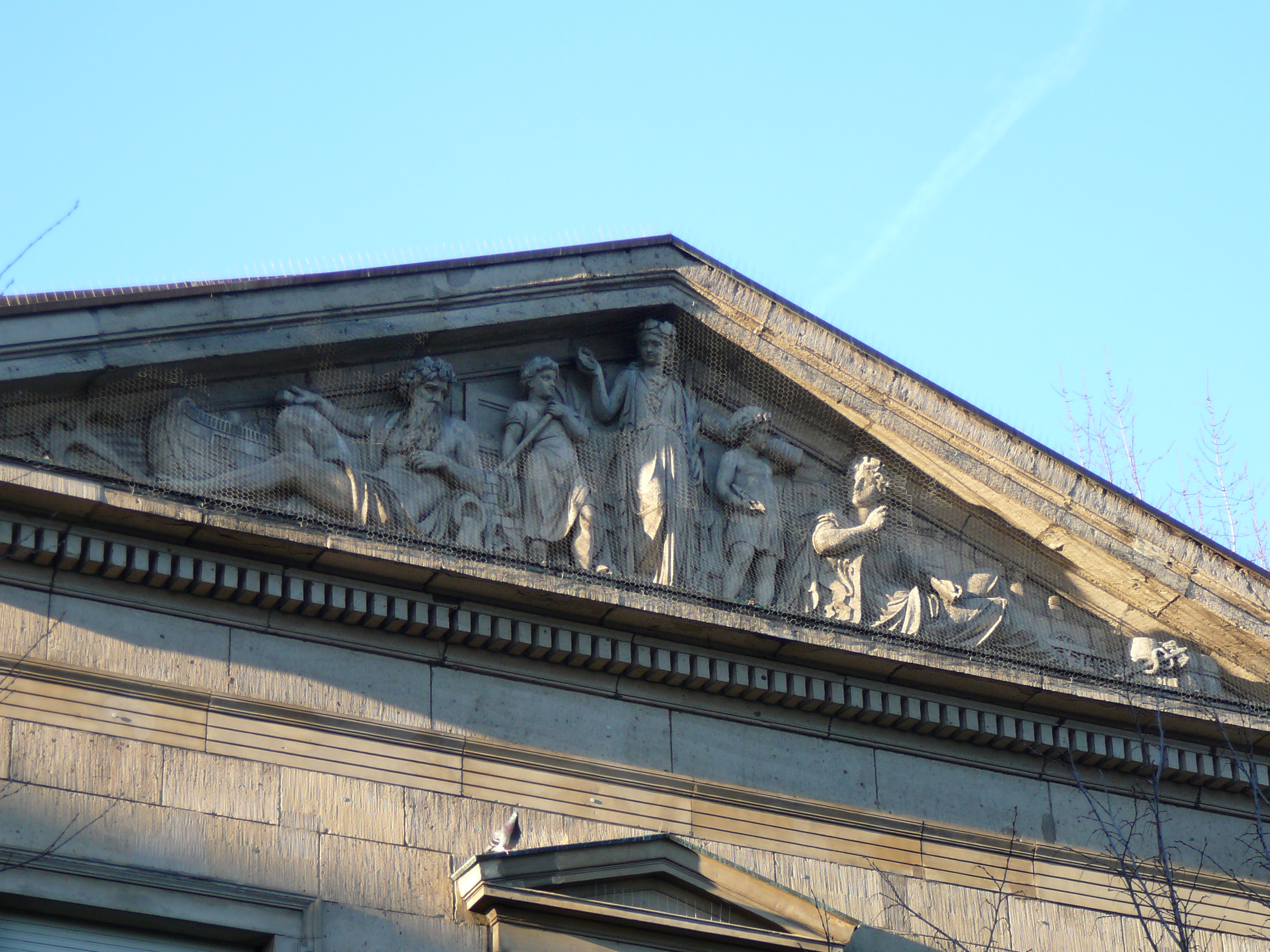
Tympanon zur Schauseite an der Briller Straße

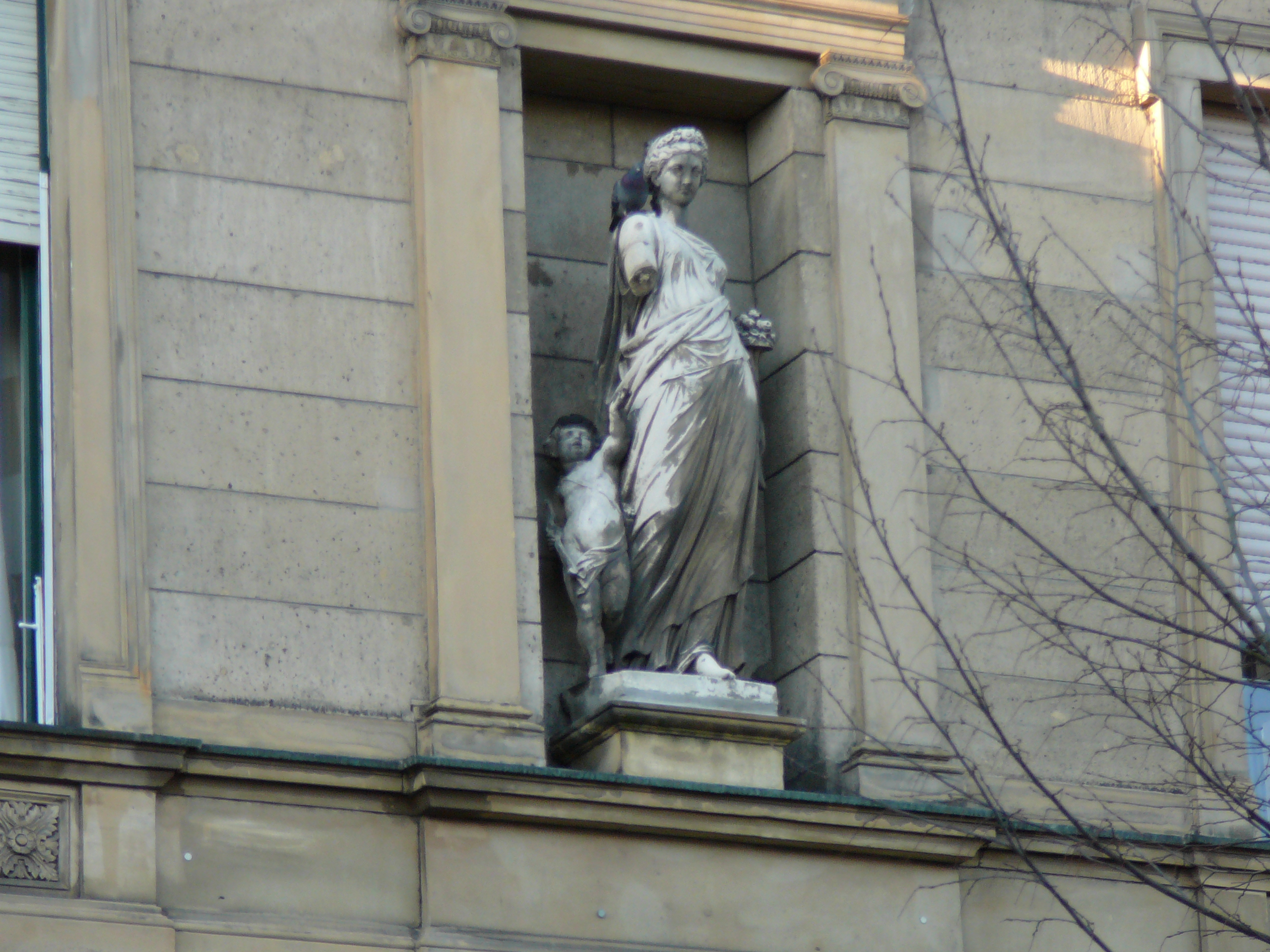
Weibliche Statue in einer Nische an der Südseite der Villa

Die originale Innenausstattung ist weitestgehend erhalten. Die Eingangshalle ist in Form eines Atriums mit Pfeilervorlagen, kannelierten Pfeilern und Säulen mit Gebälk und Kassettendecken in klassizistischen Stilformen der ionischen Ordnung ausgeführt. Das seitliche offene Treppenhaus mit Keramik-Fußboden ist mit einer weißen Marmortreppe ausgestattet, die ursprünglich mit einem gusseisernen Treppengeländer mit hölzernem Handlauf versehen war. Das Vestibül im Obergeschoss wird, wie die Treppenanlage, durch eine Oberlichtöffnung erhellt. Kannelierte Säulen auf einem Postament mit Kompositkapitell, das auf einem Unterzug mit Konsolen zum Tragen der Volutendecke ruht, beherrschen den Raumeindruck im Vestibül. Der Fußboden wurde mit Parkett ausgelegt, die Wände sind lisenenartig in rechteckige Wand- und Sockelflächen untergliedert.
Von der Eingangshalle gelangt man in die repräsentativen Innenräume. Hier sind die Türen und die Fenster mit einklappbaren Läden in den vertieften inneren Fensterlaibungen und äußeren Fensterrollläden weitestgehend im originalen Zustand erhalten. Die Parkettfußböden in den einzelnen Räumen sind in unterschiedlichen Mustern verlegt.
Die Stuckdecken werden durch die Untere Denkmalbehörde als „besonders künstlerisch hervorragend gestaltet“ bewertet. Die Decke im nordöstlichen Raum des Erdgeschosses wurde mit ornamentierten Rundbogenfriesen und Stichkappen ausgeführt. Eine weitere Decke wurde in gotisierendem Dekor mit Gebälk und Vouten und die Stuckdecke im Nebenraum mit einer vierteiligen Rosette ausgeführt. Ein weiterer Raum hatte eine Kassettendecke mit dekorierten Deckenrippen erhalten, die auf dekorierten Wandkonsolen des Gebälks aufliegen. Das Gebälk ist hier mit Eierstab- und Mäanderdekor verziert. Seitlich des beiderseits des offenen, mit Marmor verkleideten Kamins stehen kannelierte Säulen mit unterem dekorierten Säulenschaft auf quadratischer Basis. Diese Säulen haben ein ionisches Kapitell, das mit dem Gebälk im Raum korrespondiert. An der dem Kamin gegenüber liegenden Wand sind Säulen, hier ohne Kamin, als Gegenstück aufgestellt. Ursprünglich waren die Wandfelder hier mit Spiegeln behangen.
Im Obergeschoss sind die Stuckdecken im Allgemeinen einfacher gehalten. Eine Ausnahme bildet der westliche Eckraum im Obergeschoss, hier wurde die Decke des Raumes mit einer überziehenden Pflanzenrosette ausgestattet. Reste der ehemaligen Gasbeleuchtung sind teilweise noch als Rohrstutzen in den Rosetten erhalten.

## Geschichte

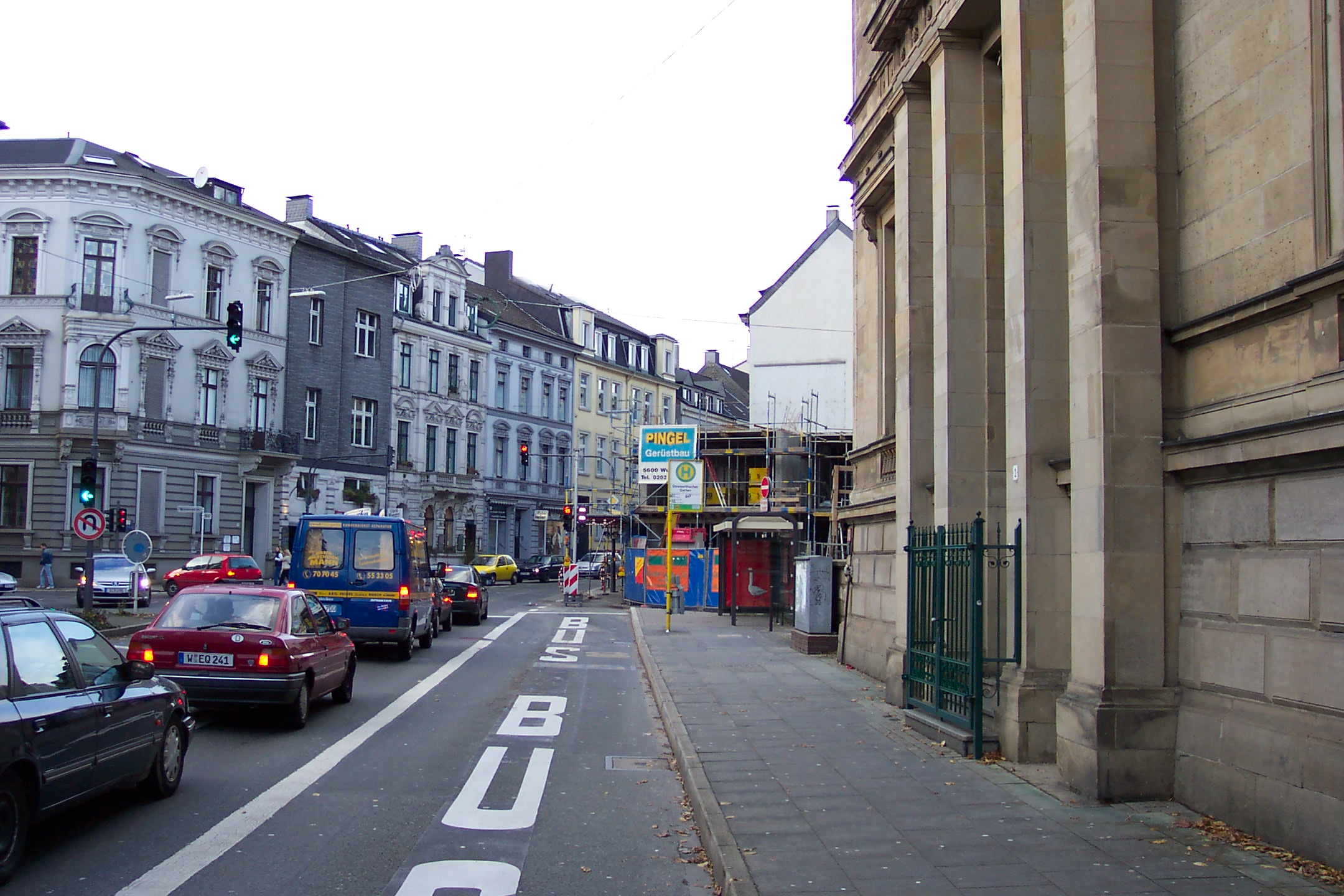
(Verändertes) Eingangsportal zur Briller Straße

Bauherr der Villa war der Elberfelder Textilunternehmer und preußische Kommerzienrat Rudolf Frowein (1836–1918) mit seiner Frau Elisabeth geborene De Weerth (1840–1927). Sie zogen nach 1900 ins ruhigere Briller Viertel. Frowein war Teilhaber der Seidenweberei Frowein & Co. GmbH.
Die Villa wurde nach dem Tod von Rudolf Froweins Witwe 1928 an die Stadt Elberfeld verkauft, die darin bis 1933 die Städtischen Naturwissenschaftlichen Sammlungen unterbrachte. Danach nutzte die NSDAP das Gebäude von 1938 bis 1945 als Sitz der Kreisleitung.
Nach dem Zweiten Weltkrieg erfolgte bis 1951 die Nutzung gemeinsam durch die regionale britische Eisenbahn-Militär-Verwaltung und durch die Brücke, ein Kommunikationszentrum zur Britischen Besatzungsmacht. 1951 erfolgte die Verbreiterung der Briller Straße, wofür die ehemalige Auffahrt zurückgebaut wurde und der Eingangsbereich verändert wurde. Später erfolgte die Nutzung mit dem Vorläufer der Volkshochschule Der Bund und dem Studentenwohnheim.
| Jahr  | Aufwendungen der Stadt | Zuschüsse vom Land |
| ----- | ---------------------- | ------------------ |
| 1974  | 87.568 DM              | 30.000 DM          |
| 1975  | 159.483 DM             | 50.000 DM          |
| 1976  | –                      | –                  |
| 1977  | 138.147 DM             | 39.000 DM          |
| 1978  | 139.013 DM             | 41.704 DM          |
| Summe | 524.211 DM             | 160.704 DM         |

Von 1963 bis 1996 diente sie als Hauptgebäude des Bergischen Landeskonservatoriums, aus dem später die Bergische Musikschule und die Wuppertaler Musikhochschule (heute eine Abteilung der Hochschule für Musik und Tanz Köln) hervorgingen. In den 1970er Jahren wurde die Innenausstattung renoviert, begonnen wurde 1974 mit der Eingangshalle, Treppenraum und Vestibül. Aus finanziellen Überlegungen wurde die Renovierung in zwei Phasen geteilt. Erstmals wurden im Rheinland Restaurierungsmethoden angewandt, wie sie bisher bei Bauwerken aus den Epochen der Renaissance und des Barock vorbehalten waren. Rund 685.000 DM wurden in den vier Jahren investiert.
Im August 1987 wurde die Villa als Baudenkmal in die Denkmalliste eingetragen. In der Mitte der 1990er Jahre ließ sich dort eine Rechtsanwalts- und Steuerberater-Sozietät nieder, später auch eine Immobilienverwaltungsgesellschaft.

## Denkmalschutz

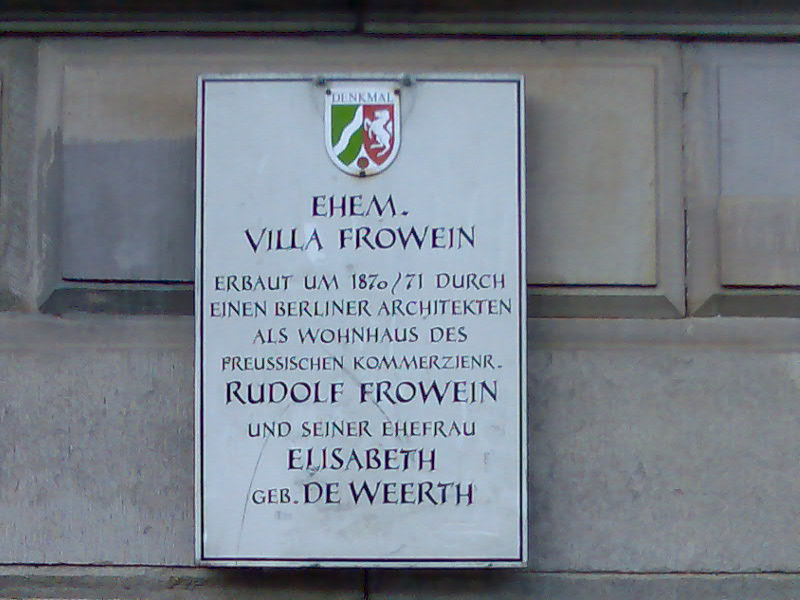
Gedenktafel am Gebäude

Nach einer „Ortssatzung gegen die Verunstaltung der Stadt Wuppertal“ vom 31. Januar 1931 gehörte das Haus schon früh unter den „unter Schutz gestellten besonderen Baulichkeiten im Stadtkreis Wuppertal“.
Auch in der ersten Denkmalliste, die vom Amt des Landeskonservators nach dem Zweiten Weltkrieg erarbeitet wurde (1954), ist die Villa aufgeführt.
Mit dem Denkmalschutzgesetz war die Villa auch eines der ersten Gebäude, die in der zweiten Hälfte des 20. Jahrhunderts unter Schutz gestellt wurden. Am 5. August 1987 wurde die Villa als Baudenkmal in die Denkmalliste der Stadt Wuppertal eingetragen. Explizit wird die Innenausstattung in den Denkmalumfang einbezogen.